# Мельников, Орест Борисович
Орест Борисович Мельников (род. 7 октября 1943) — украинский политик.
Имеет высшее образование, физик по специальности. Русский.
С марта 1998 по апрель 2002 — Народный депутат Украины 3-го созыва, избран от Партии зеленых (№ 9 в списке).
В 2002 году принимал участие в выборах в Верховную Раду в одномандатном избирательном округе № 104 от партии «Яблоко».